# Paracorrhenes
Paracorrhenes is een kevergeslacht uit de familie van de boktorren (Cerambycidae). De wetenschappelijke naam van het geslacht werd voor het eerst geldig gepubliceerd in 1978 door Breuning.

## Soorten
Paracorrhenes is monotypisch en omvat slechts de volgende soort:
- Paracorrhenes flavomaculata Breuning, 1978